# Chiesa di San Giacomo Maggiore Apostolo (Rivignano Teor)
La chiesa di San Giacomo Apostolo è la parrocchiale di Ariis, frazione del comune sparso di Rivignano Teor, in provincia ed arcidiocesi di Udine; fa parte della forania della Bassa Friulana.

## Storia
L'originario luogo di culto di Ariis era la cappella della villa Ottelio; di questo edificio si è salvato un affresco raffigurante la Madonna con Bambino e i Santi Caterina d'Alessandria e Girolamo, risalente alla fine del Quattrocento o all'inizio del Cinquecento.
Il borgo di Ariis divenne parrocchia autonoma nel 1616.
Nel 1899 fu posta la prima pietra della nuova chiesa; l'edificio venne consacrato il 14 aprile 1903 dall'arcivescovo di Udine Pietro Zamburlini e poi adeguato alle norme postconciliari negli anni ottanta.

## Descrizione

### Esterno
La facciata della chiesa, rivolta a settentrione e scandita da lesene, presenta centralmente il portale d'ingresso, sormontato da una lunetta contenente una sacra raffigurazione, e una bifora, mentre ai lati si aprono due oculi e altrettante finestre a tutto sesto; sotto le linee degli spioventi corre una fila di archetti pensili.
Sopra il prospetto principale si imposta il campanile a pianta rettangolare, la cui cella presenta sui lati lunghi delle trifore e su quelli corti delle bifore.

### Interno
L'interno dell'edificio si compone di un'unica navata, sulla quale si affacciano due cappelle laterali introdotte da archi a tutto sesto e le cui pareti sono abbellite da lesene sorreggenti una cornice aggettante e modanata; al termine dell'aula si sviluppa il presbiterio, rialzato di tre gradini e chiuso dall'abside rettangolare.